# Orangeburg County
Orangeburg County ist ein County im Bundesstaat South Carolina der Vereinigten Staaten. Das U.S. Census Bureau hat bei der Volkszählung 2020 eine Einwohnerzahl von 84.223 ermittelt. Der Verwaltungssitz (County Seat) ist Orangeburg.

## Geographie
Das County liegt etwas südlich des geographischen Zentrums von South Carolina und hat eine Fläche von 2922 Quadratkilometern, wovon 57 Quadratkilometer Wasserfläche sind. Es grenzt im Uhrzeigersinn an folgende Countys: Calhoun County, Clarendon County, Dorchester County, Berkeley County, Bamberg County, Colleton County, Aiken County, Barnwell County und Lexington County.

## Geschichte
Orangeburg County wurde 1769 als Gerichtsbezirk gebildet und am 16. April 1868 ein County. Benannt wurde es nach Prinz Wilhelm IV. von Oranien, dem Gatten Annas von England, der Tochter von König Georg II. von Großbritannien.

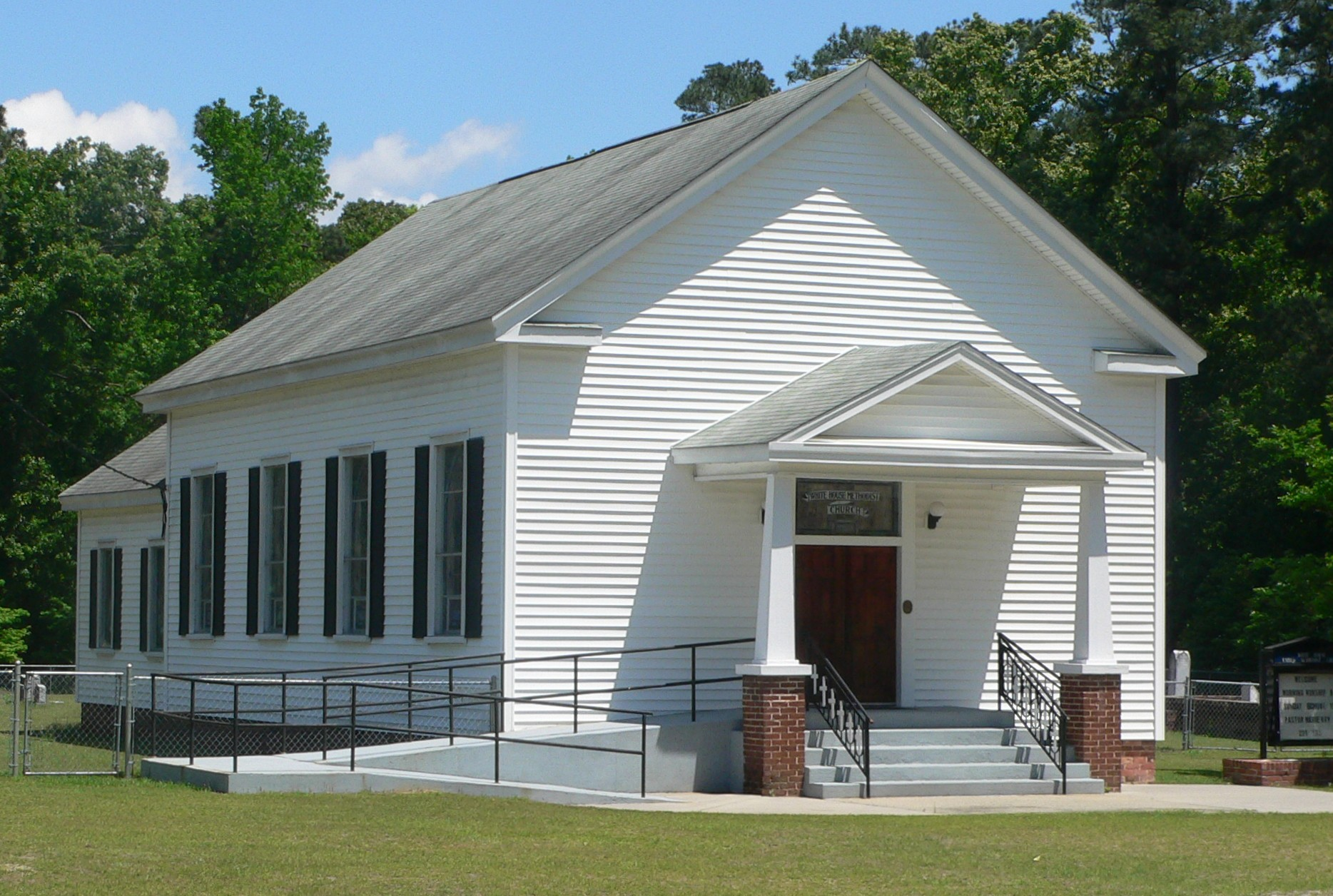
Die White House United Methodist Church ist einer von 40 Einträgen des Countys im NRHP.

40 Bauwerke und Stätten des Countys sind im National Register of Historic Places (NRHP) eingetragen (Stand 29. Juli 2018).

## Demografische Daten
Nach der Volkszählung im Jahr 2000 lebten im Orangeburg County 91.582 Menschen in 34.118 Haushalten und 23.882 Familien. Die Bevölkerungsdichte betrug 32 Einwohner pro Quadratkilometer. Ethnisch betrachtet setzte sich die Bevölkerung zusammen aus 37,17 Prozent Weißen, 60,86 Prozent Afroamerikanern, 0,46 Prozent amerikanischen Ureinwohnern, 0,43 Prozent Asiaten, 0,02 Prozent Bewohnern aus dem pazifischen Inselraum und 0,36 Prozent aus anderen ethnischen Gruppen; 0,70 Prozent stammten von zwei oder mehr Ethnien ab. 0,96 Prozent der Bevölkerung waren spanischer oder lateinamerikanischer Abstammung.
Von den 34.118 Haushalten hatten 32,0 Prozent Kinder unter 18 Jahre, die bei ihnen lebten. 45,1 Prozent waren verheiratete, zusammenlebende Paare, 20,3 Prozent waren allein erziehende Mütter, 30,0 Prozent waren keine Familien, 26,0 Prozent waren Singlehaushalte und in 10,3 Prozent lebten Menschen mit 65 Jahren oder darüber. Die Durchschnittshaushaltsgröße betrug 2,58 und die durchschnittliche Familiengröße betrug 3,11 Personen.
26,0 Prozent der Bevölkerung war unter 18 Jahre alt. 11,9 Prozent zwischen 18 und 24, 26,1 Prozent zwischen 25 und 44, 22,8 Prozent zwischen 45 und 64 und 13,2 Prozent waren 65 Jahre alt oder älter. Das Durchschnittsalter betrug 35 Jahre. Auf 100 weibliche Personen kamen 87 männliche Personen und auf 100 Frauen im Alter von 18 Jahren und darüber kamen 81,6 Männer.
Das jährliche Durchschnittseinkommen eines Haushalts betrug 29.567 USD, das Durchschnittseinkommen einer Familie betrug 36.165 USD. Männer hatten ein Durchschnittseinkommen von 29.331 USD, Frauen 20.956 USD. Das Prokopfeinkommen betrug 15.057 USD. 17,0 Prozent der Familien und 21,4 Prozent der Bevölkerung lebten unterhalb der Armutsgrenze.

## Persönlichkeiten
- Johann Ulrich Giezendanner (1686–1738), Schweizer Goldschmied und Pietist